# أليكسي كوزنيتسوف
أليكسي كوزنيتسوف هو سباح روسي، ولد في 1 نوفمبر 1968.

## وصلات خارجية
- أليكسي كوزنيتسوف على موقع الاتحاد الدولي للسباحة (الإنجليزية)
- أليكسي كوزنيتسوف على موقع أوليمبيديا (الإنجليزية)